# Raglebogöl
Raglebogöl är en sjö i Högsby kommun i Småland och ingår i Emåns huvudavrinningsområde.